# Bokaga
Bokaga est un village de l'arrondissement (commune) de Bokito, département du Mbam-et-Inoubou, région du Centre, au Cameroun. Il est situé à environ 5 kilomètres de Bokito. 
Ce pittoresque lieu est à 20 kilomètres de Bafia, 18 kilomètres d' Ombessa, et à 120 kilomètres de Yaoundé. 

## Population
En 1964, le village comptait 790 habitants, principalement des Yambassa. 
Lors du recensement de 2005, 1 653 habitants y ont été dénombrés.